# ویدپتچ (کالیفرنیا)
ویدپتچ (به انگلیسی: Weedpatch) یک منطقهٔ مسکونی در ایالات متحده آمریکا است که در کالیفرنیا واقع شده‌است. ویدپتچ ۹٫۲۲۳ کیلومتر مربع مساحت و ۲۵٬۰۰۰ نفر جمعیت دارد و ۱۱۸ متر بالاتر از سطح دریا واقع شده‌است.